# Pablo Sebastián
Pablo Sebastián Bueno (Córdoba, 1947) es un periodista español.

## Biografía
Tras estudiar periodismo en la Universidad de Navarra, se incorpora al diario ABC como corresponsal en Bruselas. Entre 1977 y 1982 trabajó en El País. En 1982 se incorpora al Grupo Zeta como delegado en Madrid de El Periódico y como redactor jefe de la revista Tiempo. 
Entre febrero y diciembre de 1983 dirige la tercera edición del Telediario de TVE, realizado por José María Fraguas, con presentación primero de Rosa María Artal y después de José Hervás. Seguidamente es nombrado corresponsal de TVE en París, hasta que dimite en octubre de 1984, no sin antes acusar al entonces director general de RTVE, José María Calviño de interferencias políticas en su labor periodística.
A partir de 1984 ocupa la dirección de la revista Interviú.
En 1987 funda el periódico El Independiente, que sale por primera vez a la calle el 20 de junio con formato semanal, que se convierte en diario desde julio de 1989. Después de la entrada de la ONCE en el accionariado del diario, Sebastián abandona la dirección en abril de 1991, siendo relevado por Manuel Soriano. El periódico, finalmente, era clausurado el 31 de octubre de 1991. 
En años sucesivos se convierte en columnista del diario El Mundo, donde firma bajo el seudónimo de Aurora Pavón y colabora en las tertulias políticas de COPE.
En 1998 funda el periódico electrónico Estrella Digital, que presidió hasta 2009. Participó desde finales de los 90 en el programa Protagonistas de Onda Cero y es columnista de ABC.
Entre 2004 y 2006 colaboró con Germán Yanke en el programa Diario de la noche, de Telemadrid, repasando la Revista de prensa, hasta que los directivos de la cadena deciden prescindir de sus servicios, lo que precipitó, de paso, la salida de Yanke de la emisora.
Escribe una columna periódica que se llama «Las pesquisas de Marcello», usando dicho pseudónimo, Marcello, el periodista por ser nombre de su perro.
Actualmente es el presidente del diario digital Republica.com.
Está casado con Isabel Pinilla, quien ocupó diversos cargos en el Ayuntamiento de Madrid tanto con Alberto Ruiz Gallardón como con Ana Botella, y desde junio de 2015 a 2019 fue directora general de la Agencia Social de Vivienda del Gobierno de la Comunidad de Madrid, con Cristina Cifuentes.